# 202819 Carlosánchez
202819 Carlosánchez è un asteroide della fascia principale. Scoperto nel 2008, presenta un'orbita caratterizzata da un semiasse maggiore pari a 2,6864022 au e da un'eccentricità di 0,0373338, inclinata di 6,07556° rispetto all'eclittica.
L'asteroide era stato inizialmente battezzato 202819 Carlosanchez per poi essere corretto nella denominazione attuale.
L'asteroide è dedicato all'astrofisico spagnolo Carlos Sánchez Magro.